# 1999 w informatyce
Kalendarium informatyczne 1999 roku
- luty – wydano Adobe Photoshop 5.5[1].
- 18 marca – Microsoft wydał przeglądarkę internetową Internet Explorer 5[2].
- 25 marca – uruchomiono pierwszą stronę internetową typu wiki[1].
- kwiecień – opracowano pierwsze typy pamięci USB[1].
- 5 maja – Microsoft wydał Windows 98 SE[1].
- 19 maja – uruchomiono projekt SETI@home[1].
- 1 czerwca – został założony Napster[1].
- 19 czerwca – wydano grę komputerową Counter-Strike[1].
- 21 lipca – Apple zaprezentowało iBook i Apple Airport[1].
- 31 sierpnia – Nvidia zaprezentowało procesor graficzny GeForce[1].
- Microsoft wydał system operacyjny Windows CE 3.0[1].
- Został wykryty wirus komputerowy CIH (tzw. Czarnobyl)[1].
- Opracowano format grafiki wektorowej SVG[1].
- Uruchomiono platformę handlu elektronicznego Allegro.pl[3].